# イリジウム衛星

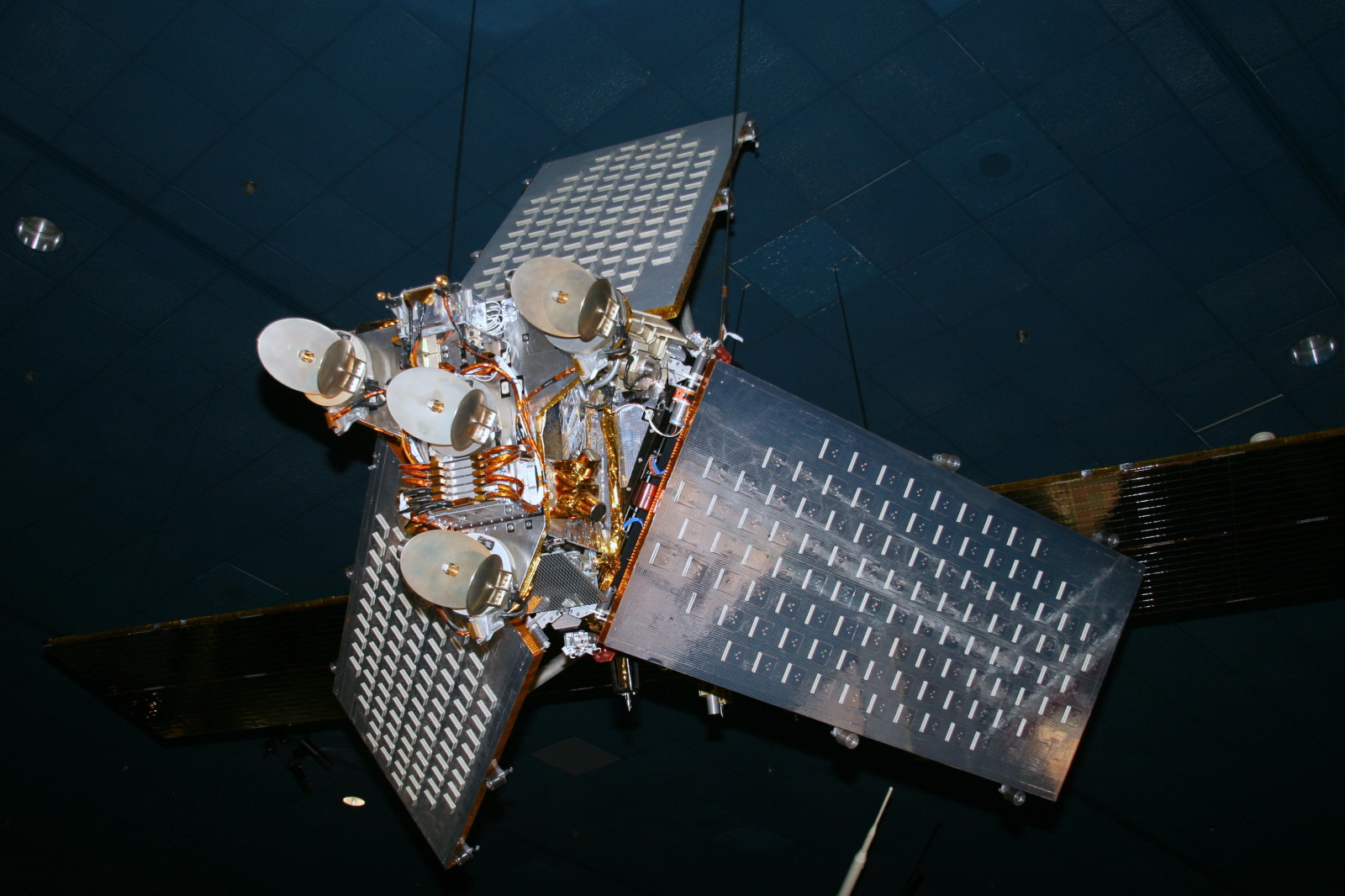
イリジウム衛星の実物大模型

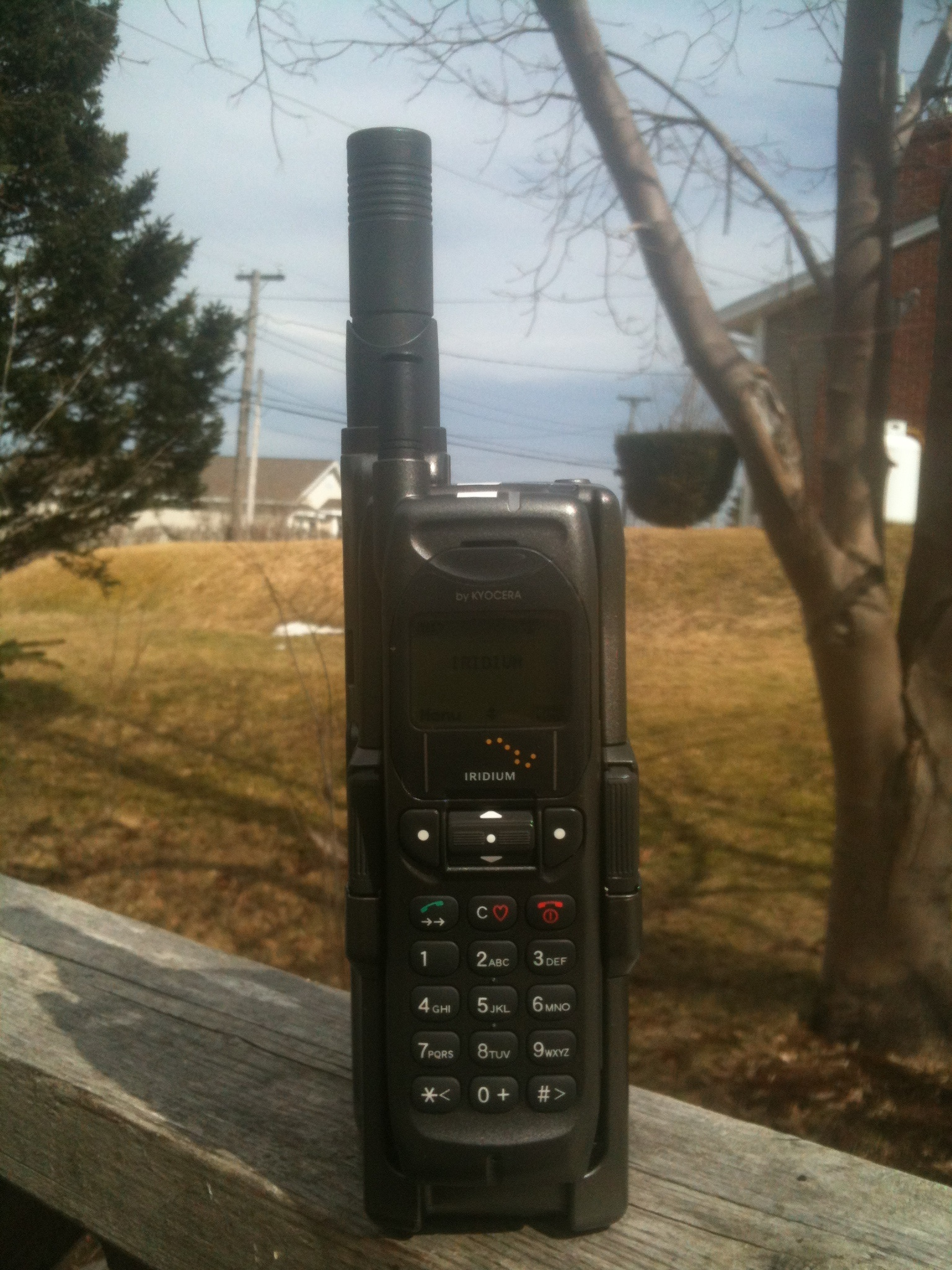
京セラ製のイリジウムの携帯端末

イリジウム衛星の網羅する範囲

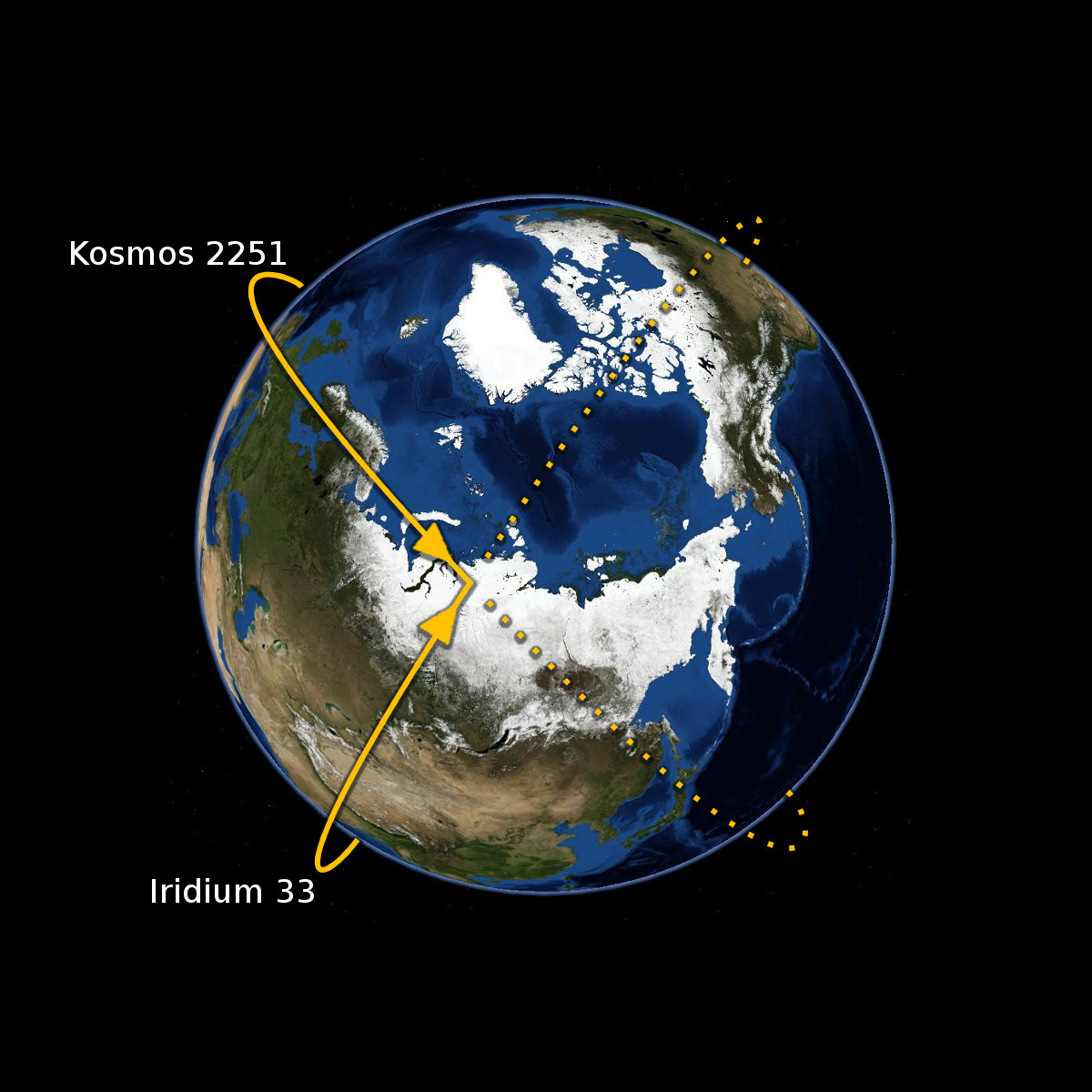
イリジウム33号とコスモス2251号の衝突

イリジウム衛星はイリジウムコミュニケーションズが運用する衛星電話、衛星インターネットアクセス用衛星コンステレーションである。

## 概要
高度780kmに66個の衛星を投入するモトローラ社のCEOであったロバート・ガルビンによって計画された衛星コンステレーションの計画に基づいて軌道上に配置された。低軌道に多数配置された個々の衛星が互いに連携することによって送信出力の比較的弱い衛星電話を使用して地球上のどこからでもパラボラアンテナのような指向性を持つアンテナや衛星の追尾を必要とせずに通信が可能になる。
イリジウム衛星は鏡面のようなアンテナを持ち、これが太陽光を反射して地上の狭い領域を強く照らすことがある。地上からは、数十秒間だけ非常に明るい物体が移動するように見え、-9等級に達することもある。これをイリジウムフレアと言い、見られる場所や時刻の予報も行われているが、しばしばUFOと誤認された。
衛星の世代交代により、イリジウムフレアは見られなくなった。

## 衝突事故
2009年2月10日16時55分UTCに、北シベリア上空約790kmにおいて運用中であった通信衛星イリジウム33号が機能停止中であったロシアの軍事通信衛星コスモス2251号と衝突し、500個以上ものスペースデブリを発生させた。これは、宇宙空間で発生した初めての人工衛星同士の衝突事故である。日本デジコムは同12日のプレスリリースで、イリジウム社は30日以内に衝突し破壊された衛星の軌道上にスペアとなる衛星を再配置する計画であり、ユーザーに対する影響は軽微と発表した。
2007年に、イリジウム コミュニケーションズは、イリジウム通信衛星66機をすべて更新する総額30億ドルの次世代衛星通信ネットワーク計画「Iridium NEXT」を発表。2014年3月に、オービタルサイエンシズ社が生産を開始し、軌道上で運用する66機と軌道上予備機6機、地上予備機9機の計81機を3年間で製造すると発表した。打ち上げは2015年2月に開始し、2017年までに全ての衛星を軌道上に展開する予定。